# Gyökérszobrászat
A gyökérszobor-készítés a szobrászat egyik ága melynek gyökér az alapanyaga. Nehézsége az alapanyag kiválasztásában és művészi kidolgozásában rejlik. A gyökérpipa készítése nagy hagyományokra tekint vissza.

## Magyar képviselői
- Benedek János ácsmester, naiv művész
- Csörgő Gyula (Kaposkelecsény, Szlovákia 1954. február 18.) közgazdász.
- Fazakas Sándor (Zilah) 1993 óta él Magyarországon. Már régóta foglalkozott hobbiszinten szobrászkodással, de komolyabban csak itt kezdett el gyökérszobrokat készíteni. Különféle anyagokkal dolgozott már: agyaggal, többféle fával, de legközelebb a gyökerekhez került; ezekből dolgozik legszívesebben.
- Incze László erdélyi gyökérszobrász
- Nagy B. Viktor (Sepsiszentgyörgy) tagja a Gyárfás Jenő Amatőr Képzőművészek Szövetségének, naiv festő.

## Meghatározása
Fazakas Sándor a gyökérszobrászatot a következő képen fogalmazta meg: 
„Maga a természet az igazi alkotó, szebbnél szebb témákat rejt el a fák ágas-bogas gyökerei közé, ezt kell megkeresni, előcsalogatni. Hogy miért éppen gyökerek? Mert igazi kihívás a megmunkálásuk, és minden egyes munka egyedi, utánozhatatlan és lemásolhatatlan.”